# Felix Ehrlich (Maler)

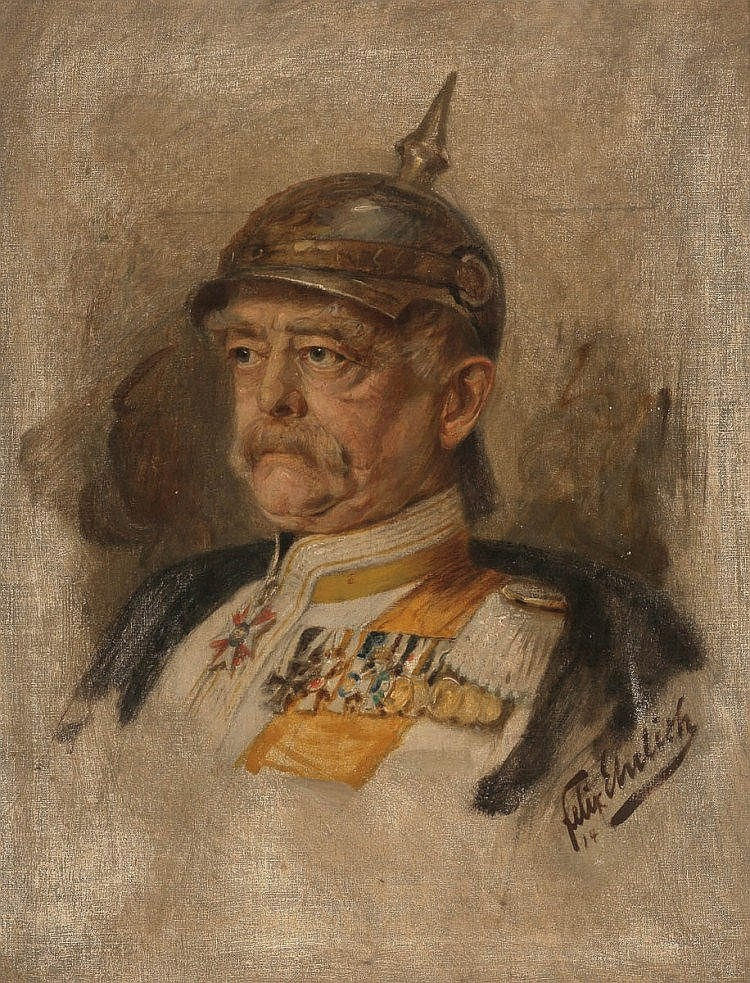
Otto von Bismarck, 1914

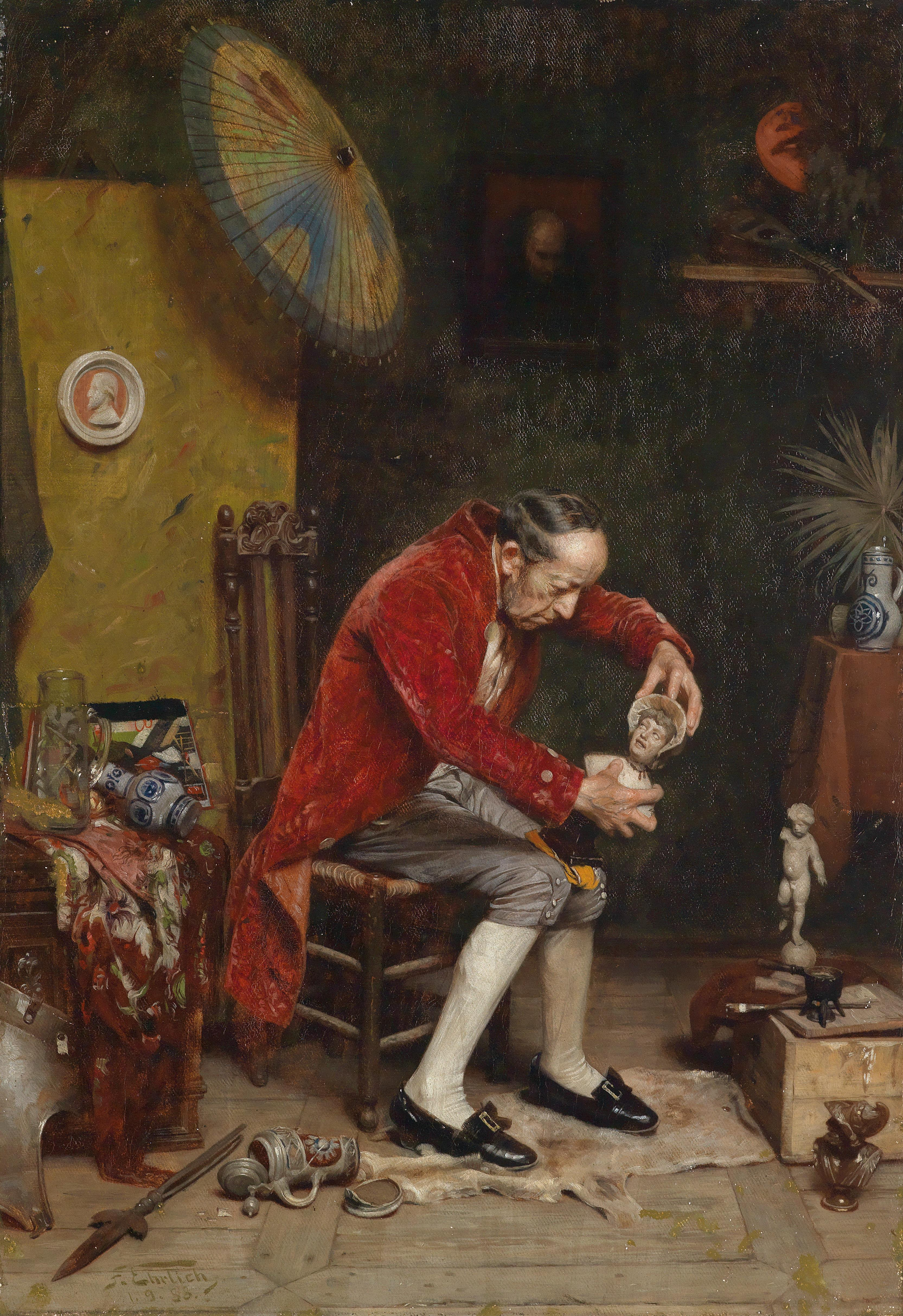
Der Antiquitätensammler, 1888

Felix Ehrlich (* 1. September 1866 in Berlin; † 28. März 1931 ebenda) war ein deutscher Porträt- und Genremaler.

## Leben
Ehrlich studierte Malerei seit 1883 an der Kunstakademie Königsberg bei Carl Steffeck und wurde 1888 dessen Meisterschüler.
Zurück in Berlin wurde er 1896 zum Hofmaler ernannt. Im selben Jahr heiratete er Bertha Homoth.
Felix Ehrlich porträtierte Otto von Bismarck sowie Kaiser Wilhelm II. und seine Gemahlin, das Kronprinzenpaar und viele hohe Beamte und Offiziere. Nach Aufnahmen von Hoffotografen (u. a. Reichard & Lindner, Thomas Heinrich Voigt) schuf er etwa sechzig Ölbildnisse des Kaisers in verschiedenen Uniformen. In Museumsbesitz erhaltene Porträts des Monarchen als Großadmiral zeigen in Kolorit und Duktus moderaten Einfluss des Impressionismus. Mindestens drei Porträts Wilhelms II. in feldgrauer Uniform fanden während des Ersten Weltkriegs als Farbreproduktionen auf Postkarten weite Verbreitung.
Ehrlich war auch als Genremaler tätig. Außerdem malte er Tierstücke, religiöse und historische Bildnisse.